# Bavarska
Svobodna dežela Bavarska (nemško ) s površino 70.553 km² je površinsko največja in obenem najjužnejša zvezna dežela in geografska regija današnje Nemčije, medtem ko je s 13 milijoni prebivalcev (2019) številčno druga največja (za Severnim Porenjem - Vestfalijo). Glavno mesto Bavarske in obenem edino milijonsko mesto te dežele je München, ki je tretje največje v Nemčiji. Na Bavarskem sta dve metropolitanski območji, središče druge je Nürnberg. Reka Donava deli Bavarsko na severni in južni del. Na Bavarskem so tudi najvišje gore v Nemčiji (Bavarske Alpe na meji z Avstrijo z najvišjim vrhom Nemčije, skoraj 3000 m visokim Zugspitze). Na jugu Bavarske so znana zimskošportna središča, med njimi je skakalno središče Oberstdorf z edino nemško in eno redkih letalnic na svetu.

## Zgodovina
→ Zgodovina bavarskih monarhij je podrobneje opisana na člankih: Vojvodina Bavarska (od 6. stoletja do leta 1648), Volilna kneževina Bavarska (1648 - 1805) in Kraljevina Bavarska (1806 - 1918).
Bavarska je kot "svobodna dežela" (Freistaat) postala del Nemčije prvič leta 1919 s t. i. bamberško ustavo, kot zvezna dežela v t. i. weimarski republiki, in drugič leta 1946 s plebiscitom 1. decembra 1946, kot zvezna dežela v Zvezni republiki Nemčiji.
Od leta 1180 je Bavarski vladala rodbina Wittelsbachov, najprej kot vojvodini, potem kot volilni kneževini Svetega rimskega cesarstva in, po njegovem razpadu, kot kraljevini.
V prvi svetovni vojni je kralj poslušno sledil nemškemu cesarju. Razočaranja prve svetovne vojne in socialna stiska ob njenem koncu so povzročile padec kralja, dežela pa se je znašla v hudih političnih nemirih.

### Zvezna dežela v weimarski republiki
7. novembra 1918 je vodja bavarskih neodvisnih socialdemokratov Kurt Eisner preusmeril veliko protivojno manifestacijo v Münchnu v nemire, ropanje skladišč s hrano, zavzetje vojaških in policijskih poveljstev. Ustanovljeni so bili delavski in vojaški sveti, ki so se proglasili za začasno vlado in razglasili Republiko Bavarsko. Ponoči se je začasni vladi pridružil tudi vodja večinskih socialdemokratov Erhard Auer, ki se je dotlej ves čas opredeljeval proti sili in revolucionarnim metodam.
Bavarci, utrujeni in naveličani vojne, si niso želeli revolucije, ampak miru in varnosti. Tako je na volitvah v bavarski parlament 12. januarja 1919 Eisner dobil le 3 od 188 sedežev. 21. januarja, ko je z odpovedno izjavo v žepu prihajal na ustanovno zasedanje parlamenta, ga je politični nasprotnik ustrelil v hrbet. Kasneje se je streljalo tudi v sejni dvorani, trije poslanci so bili mrtvi, Auer pa ranjen. Poslanci meščanskih strank so se umaknili, socialistično vlado je sestavil Johannes Hoffmann, politik iz Pfalza.
Hoffmannova vlada si je prizadevala doma umiriti razmere in v nacionalnem, t. i. weimarskem parlamentu (kjer se je snovala nova zvezna ustava) zagotoviti Bavarski čim več samostojnosti. A uspelo ji ni ne eno ne drugo. 
7. aprila so radikalne skupine po nočnem zasedanju v wittelsbaški palači v Münchnu razglasile Sovjetsko republiko Bavarsko, vendar po tem niso uspele pritegniti k sodelovanju tradicionalno radikalnejšega severa Bavarske. Zaradi težav z oskrbovanjem velikega mesta in nesodelovanja okolice so prvotni voditelji, literati in zanesenjaki, vse bolj prepuščali vajeti ruskim revolucionarjem in republika se je spremenila v boljševiško diktaturo pod vodstvom Leninovega privrženca Eugena Levina.
Vlada in parlament sta se pred nemiri umaknila v Bamberg. Čeprav je dolgo odlašal, je moral Hoffmann nazadnje prositi za pomoč oborožene enote weimarske oblasti. Bavarski delegati v weimarskem parlamentu so se morali odpovedali posebnim pravicam. 1. in 2. maja so pruske in wüttemberške enote ter prostovoljni odredi krvavo zadušili vstajo.
31. julija 1919 je bila sprejeta weimarska ustava, s katero je Nemčija postala republika, zvezna, parlamentarna, demokratična in pravna država. Bavarska je s t. i. bamberško ustavo septembra 1919, kot "svobodna dežela" (Freistaat), sprejela vlogo ene od zveznih dežel; izgubila je vse posebne pravice, ki jih je imela kot kraljevina v nemškem cesarstvu. Novembra se je Bavarski priključila nekdanja vojvodina Saxe-Coburg in Gotha (vojvoda je odstopil), z 88 odstotno plebiscitarno podporo.
Kot posledica neuspelega prevrata desno usmerjenih radikalcev v Berlinu (Kappov puč, marec 1920) je Hoffmannova vlada padla. V zraku je bil strah pred komunisti in novo vlado je sestavil desno usmerjeni Gustav von Kahr, monarhist in pristaš Wittelsbachov. Nove volitve v parlament (junij 1920) so premik v desno potrdile. Večino v bavarskem parlamentu je dobila Bavarska ljudska stranka (od leta 1918 naslednica bavarskega Centra), ki je združevala vse krščansko usmerjene volivce. Njen vodja Georg Heim se je v nemirnih razmerah odgovornosti vladanja ustrašil in Kahru sta v kratkem sledila še dva "meščanska" ministrska predsednika.
V 1920-ih je Bavarska veljala za središče desno-meščanske opozicije v weimarski republiki; v njej so delovala mnoga radikalno usmerjena združenja in vojaške skupine, med njimi tudi Hitlerjeva NSDAP. Na Bavarsko so se zatekli tudi mnogi voditelji Kappovega puča. Konec t. i. pasivnega odpora proti francosko-belgijski zasedbi Porurja je von Kahr septembra 1923 izkoristil kot pretvezo za vzpostavitev izrednega stanja; ukinil je bavarsko demokratično oblast in se proglasil za glavnega državnega komisarja z diktatorskim položajem. Kot privrženec Wittelsbachov je želel združiti vse narodne sile za odcepitev od Nemčije. Napetosti, ki so nastale med Münchnom in Berlinom, je skušal izkoristiti Adolf Hitler, prehiteti Kahra, potegniti za sabo množice in uprizoriti "marš na Berlin". Kahr mu je, z odločnim posredovanjem policije, namero preprečil.
Spomladi 1924 se je Kahrovo obdobje končalo z novo vlado Heinricha Helda. Ta je potem vladal do leta 1933, sprva z večinsko podporo bavarske ljudske stranke, ob koncu pa s tiho podporo socialdemokratov.
S svetovno gospodarsko krizo in socialnimi stiskami, ki so jo spremljale, je tudi na Bavarskem hitro naraščalo število Hitlerjevih pristašev. Leta 1932 je bila na volitvah v parlament Hitlerjeva NSDAP že druga najmočnejša stranka v parlamentu. S postavitvijo Franza von Eppa za državnega komisarja v marcu oz. državnega namestnika na Bavarskem v aprilu 1933 in imenovanjem Ludwiga Sieberta za ministrskega predsednika (1933-42, sledil mu je Paul Giesler) in po uveljavitvi izrednih ukrepov (t. i. "uistosmerjanje" dežel z rajhom, razpustitev sindikatov in prepoved delovanja strank razen NSDAP) leta 1934 je bila tudi Bavarska vključena v nacionalsocialistično nemško državo. Demokracija na Bavarskem se je za čas 12 let končala.

### Zvezna dežela v Zvezni republiki Nemčiji
Ob koncu druge svetovne vojne so zahodni zavezniki Bavarsko zavzeli zadnjo med nemškimi deželami, zato se je vanjo zateklo največ beguncev z vzhoda in Balkana. 7 milijonov Bavarcev je sprejelo 2 milijona prišlekov (do leta 1950). Ob pomanjkanju hrane in stanovanj, zlasti v hudi zimi 1946/7, je veliko zmede prinesla še denacifikacija, saj je po ameriškem gledanju na problematiko samo v državnih službah prišlo v poštev za preiskavo in morebitni odpust kar 470.000 uradnikov; od 18.000 učiteljev v osnovnih šolah jih je čez noč ostalo na cesti 10.000.
Predsednik prve začasne bavarske vlade Friz Schäffer (vodja bavarske ljudske stranke ob njeni ukinitvi 1933 in bavarski finančni minister v letih 1931-33) je želel denacifikacijo nekoliko zavreti, a je bil odstavljen. Njegov naslednik socialdemokrat Wilhelm Högner je postal v dolgotrajnem züriškem pregnanstvu prepričan federalist in je videl bodočo Bavarsko le ohlapno povezano z Nemčijo. Na prvih svobodnih volitvah, 30. junija 1946, je dobila Krščansko socialna unija (CSU, naslednica Bavarske ljudske stranke) absolutno večino. Nov vladni kabinet je oblikoval Hans Ehard. 1. decembra 1946 je bila na plebiscitu sprejeta bavarska ustava, v kateri je Bavarska opredeljena kot demokratična "svobodna dežela".
Oblikovale so se nove stranke in preoblikovale stare. Socialdemokratska stranka (SPD) je opustila kulturni in razredni boj in postala stranka socialnega napredka. Izoblikovala se je Bavarska stranka, bolj radikalno bavarska v primerjavi s CSU in jo je nekaj časa volila petina volivcev, ker pa ni uspela priti v vladno koalicijo, je počasi zamrla. Njej nasprotna stališča je zagovarjala Zveza pregnanih in odpisanih (BHE). Liberalci so se združevali v Svobodni demokratski stranki (FDP).
Medtem je bila pripravljena zvezna ustava. Bavarski parlament jo je edini med deželnimi parlamenti zavrnil (101 glas proti, 64 za in 9 vzdržanih). Kasneje pa je, z manjšim dodatkom, tudi Bavarska podprla ustanovitev Zvezne republike Nemčije in vstopila vanjo kot "svobodna dežela".
Z volitvami v prvi zvezni parlament (Bundestag), 14. avgusta 1949, je tudi Bavarsko zajel polet povojne obnove, pri katerem so veliko pripravljenosti za delo, samoiniciativnosti in znanja pokazali povratniki in prišleki. Po letu 1955 so se na Bavarsko selili tudi visokotehnološki obrati iz ostalih nemških dežel, ki so dotlej polno zaposlile vse svoje prebivalstvo. Bavarska se je iz pretežno poljedelske razvila v moderno industrijsko deželo.
Politično je Bavarska ostala usmerjena krščansko in socialno. Večino časa je bila na oblasti CSU, samostojno ali v koaliciji s SPD ali FDP.

## Geografija
???... in (desno) goro Pendling. V skrajnem ozadju (sredina levo) zasnežene Zahodne Ture.
Bavarska ima mednarodne meje z Avstrijo (Salzburg, Tirolska, Gornja Avstrija in Predarlska (Vorarlberg) in Češko (Karlovarski, Plzenski in Južnočeški okraj) ter s Švico (čez Bodensko jezero do kantona St. Gallen). Ker so vse te države del schengenskega območja, je meja popolnoma odprta. Sosednje zvezne dežele v Nemčiji so Baden-Württemberg, Hessen, Turingija in Saška. Skozi državo tečeta dve glavni reki: Donava (Donau) in Majna (Main). Bavarske Alpe določajo mejo z Avstrijo (Predarlsko, Tirolsko in Salzburgom), na jugu dežele je tudi najvišji vrh Nemčije, Zugspitze. Bavarski gozd in Češki gozd tvorita večji del meje s Češko. Večino južnega dela dežele pokriva Švabsko-Bavarska planota, severni del pa Frankovska Jura in Frankovski gozd.
Večja mesta (z nad 100.000 prebivalci) na Bavarskem so: München, Nürnberg, Augsburg, Regensburg, Würzburg, Ingolstadt, Fürth in Erlangen. 
V severozahodnem kotu Bavarske je geografsko središče Evropske unije. 

### Podnebje
Poletni meseci so v zadnjih letih bolj vroči. Na primer, junij 2019 je bil najtoplejši junij na Bavarskem, saj so zabeležili vremenske opazovanja, zima 2019/2020 pa je bila za 3 stopinje Celzija toplejša od povprečne temperature več let po vsej Bavarski. 20. decembra 2019 je bila v kraju Piding zabeležena rekordna temperatura 20,2 ° C. Na splošno je v zimskih mesecih več padavin, ki so v primerjavi s preteklimi pogosteje v obliki dežja kot snega. Ekstremno vreme, kot so evropske poplave leta 2013 ali močne snežne padavine leta 2019, se pojavlja vse pogosteje. Eden od učinkov nadaljevanja segrevanja je taljenje skoraj vseh bavarskih alpskih ledenikov: od petih bavarskih ledenikov naj bi le Höllentalferner obstajal dlje časa. Südliche Schneeferner je od 1980-ih skorajda izginil.

## Administrativne enote
Bavarska je razdeljena na sedem upravnih enot Regierungsbezirke (ednina Regierungsbezirk).

### Administrativne enote
- Altbayern:

1. Zgornji Palatinat (nemško Oberpfalz)
2. Zgornja Bavarska (Oberbayern)
3. Spodnja Bavarska (Niederbayern)

- Frankovska:

1. Zgornja Frankovska (Oberfranken)
2. Srednja Frankovska (Mittelfranken)
3. Spodnja Frankovska (Unterfranken)

- Švabska:

1. Švabska (administrativna regija) (Schwaben)

### Okrožja
Bezirke (okrožja) so tretji nivo uprave na Bavarskem; drugi so Landkreise in Gemeinden (občine) ali Städte (mesta). Bezirke na Bavarskem so sicer teritorialno enake Regierungsbezirke, vendar so samoupravne regionalne korporacije, ki imajo svoje parlamente. V drugih večjih nemških deželah obstajajo Regierungsbezirke, ki so le upravne in ne samoupravne enote, kot so Bezirke na Bavarskem.
Drugi komunalni sloj je sestavljen iz 71 podeželskih okrožij (imenovanih Landkreise, ednina Landkreis), ki so primerljiva z okraji, pa tudi iz 25 neodvisnih mest (Kreisfreie Städte, ednina Kreisfreie Stadt), ki imata enake upravne pristojnosti.
Podeželska okrožja:
1. Aichach-Friedberg
2. Altötting
3. Amberg-Sulzbach
4. Ansbach
5. Aschaffenburg
6. Augsburg
7. Bad Kissingen
8. Bad Tölz-Wolfratshausen
9. Bamberg
10. Bayreuth
11. Berchtesgadener Land
12. Cham
13. Coburg
14. Dachau
15. Deggendorf
16. Dillingen
17. Dingolfing-Landau
18. Donau-Ries
19. Ebersberg
20. Eichstätt
21. Erding
22. Erlangen-Höchstadt
23. Forchheim
24. Freising
25. Freyung-Grafenau
26. Fürstenfeldbruck
27. Fürth
28. Garmisch-Partenkirchen
29. Günzburg
30. Hassberge
31. Hof
32. Kelheim
33. Kitzingen
34. Kronach
35. Kulmbach
36. Landsberg
37. Landshut
38. Lichtenfels
39. Lindau
40. Main-Spessart
41. Miesbach
42. Miltenberg
43. Mühldorf
44. München (Landkreis München)
45. Neuburg-Schrobenhausen
46. Neumarkt
47. Neustadt (Aisch)-Bad Windsheim
48. Neustadt an der Waldnaab
49. Neu-Ulm
50. Nürnberger Land
51. Oberallgäu
52. Ostallgäu
53. Passau
54. Pfaffenhofen
55. Regen
56. Regensburg
57. Rhön-Grabfeld
58. Rosenheim
59. Roth
60. Rottal-Inn
61. Schwandorf
62. Schweinfurt
63. Starnberg
64. Straubing-Bogen
65. Tirschenreuth
66. Traunstein
67. Unterallgäu
68. Weilheim-Schongau
69. Weissenburg-Gunzenhausen
70. Wunsiedel
71. Würzburg

Svobodna mesta:
1. Amberg
2. Ansbach
3. Aschaffenburg
4. Augsburg
5. Bamberg
6. Bayreuth
7. Coburg
8. Erlangen
9. Fürth
10. Hof
11. Ingolstadt
12. Kaufbeuren
13. Kempten im Allgäu
14. Landshut
15. Memmingen
16. München
17. Nürnberg
18. Passau
19. Regensburg
20. Rosenheim
21. Schwabach
22. Schweinfurt
23. Straubing
24. Weiden in der Oberpfalz
25. Würzburg

### Občine
71 upravnih okrožij je na najnižji ravni in je razdeljeno na 2031 rednih občin (imenovano Gemeinden, ednina Gemeinde). Skupaj s 25 "svobodnimi" mesti (kreisfreie Städte, ki so dejansko občine, neodvisne od uprav Landkreis), je skupaj 2056 občin na Bavarskem.
v 44 od 71 upravnih okrožij je skupno 215 nekorporacijskih območij (od 1. januarja 2005, imenovano gemeindefreie Gebiete oz. v ednini gemeindefreies Gebiet ), ki ne pripada nobeni občini, vsa nenaseljena, večinoma gozdnata območja, pa tudi štiri jezera (Chiemsee - brez otokov, Starnberger See - brez otoka Roseninsel, Ammersee, ki so tri največja bavarska jezera in Waginger).

#### Pomembnejša mesta
| Mesto         | Regija             | Preb. (2000) | Preb. (2005) | Preb. (2010) | Preb. (2015) | Spremembe (%) |
| ------------- | ------------------ | ------------ | ------------ | ------------ | ------------ | ------------- |
| München       | Zgornja Bavarska   | 1.210.223    | 1.259.677    | 1.353.186    | 1.450.381    | +11,81        |
| Nürnberg      | Srednja Frankovska | 488.400      | 499.237      | 505.664      | 509.975      | +3,53         |
| Augsburg      | Švabska            | 254.982      | 262.676      | 264.708      | 286.374      | +3,81         |
| Regensburg    | Zgornji Palatinat  | 125.676      | 129.859      | 135.520      | 145.465      | +7,83         |
| Ingolstadt    | Zgornja Bavarska   | 115.722      | 121.314      | 125.088      | 132.438      | +8,09         |
| Würzburg      | Spodnja Frankovska | 127.966      | 133.906      | 133.799      | 124.873      | +4,56         |
| Fürth         | Srednja Frankovska | 110.477      | 113.422      | 114.628      | 124.171      | +3,76         |
| Erlangen      | Srednja Frankovska | 100.778      | 103.197      | 105.629      | 108.336      | +4,81         |
| Bayreuth      | Zgornja Frankovska | 74.153       | 73.997       | 72.683       | 72.148       | −1,98         |
| Bamberg       | Zgornja Frankovska | 69.036       | 70.081       | 70.004       | 73.331       | +1,40         |
| Aschaffenburg | Spodnja Frankovska | 67.592       | 68.642       | 68.678       | 68.986       | +1,61         |
| Landshut      | Spodnja Bavarska   | 58.746       | 61.368       | 63.258       | 69.211       | +7.68,        |
| Kempten       | Švabska            | 61.389       | 61.360       | 62.060       | 66.947       | +1,09         |
| Rosenheim     | Zgornja Bavarska   | 58.908       | 60.226       | 61.299       | 61.844       | +4,06         |
| Neu-Ulm       | Švabska            | 50.188       | 51.410       | 53.504       | 57.237       | +6,61         |
| Schweinfurt   | Spodnja Frankovska | 54.325       | 54.273       | 53.415       | 51.969       | −1,68         |
| Passau        | Spodnja Bavarska   | 50.536       | 50.651       | 50.594       | 50.566       | +0,11         |
| Freising      | Zgornja Bavarska   | 40.890       | 42.854       | 45.223       | 46.963       | +10,60        |
| Straubing     | Spodnja Bavarska   | 44.014       | 44.633       | 44.450       | 46.806       | +0,99         |
| Dachau        | Zgornja Bavarska   | 38.398       | 39.922       | 42.954       | 46.705       | +11,87        |

Vir: Bayerisches Landesamt für Statistik und Datenverarbeitung